# Stromtal-Wiesenvögelchen

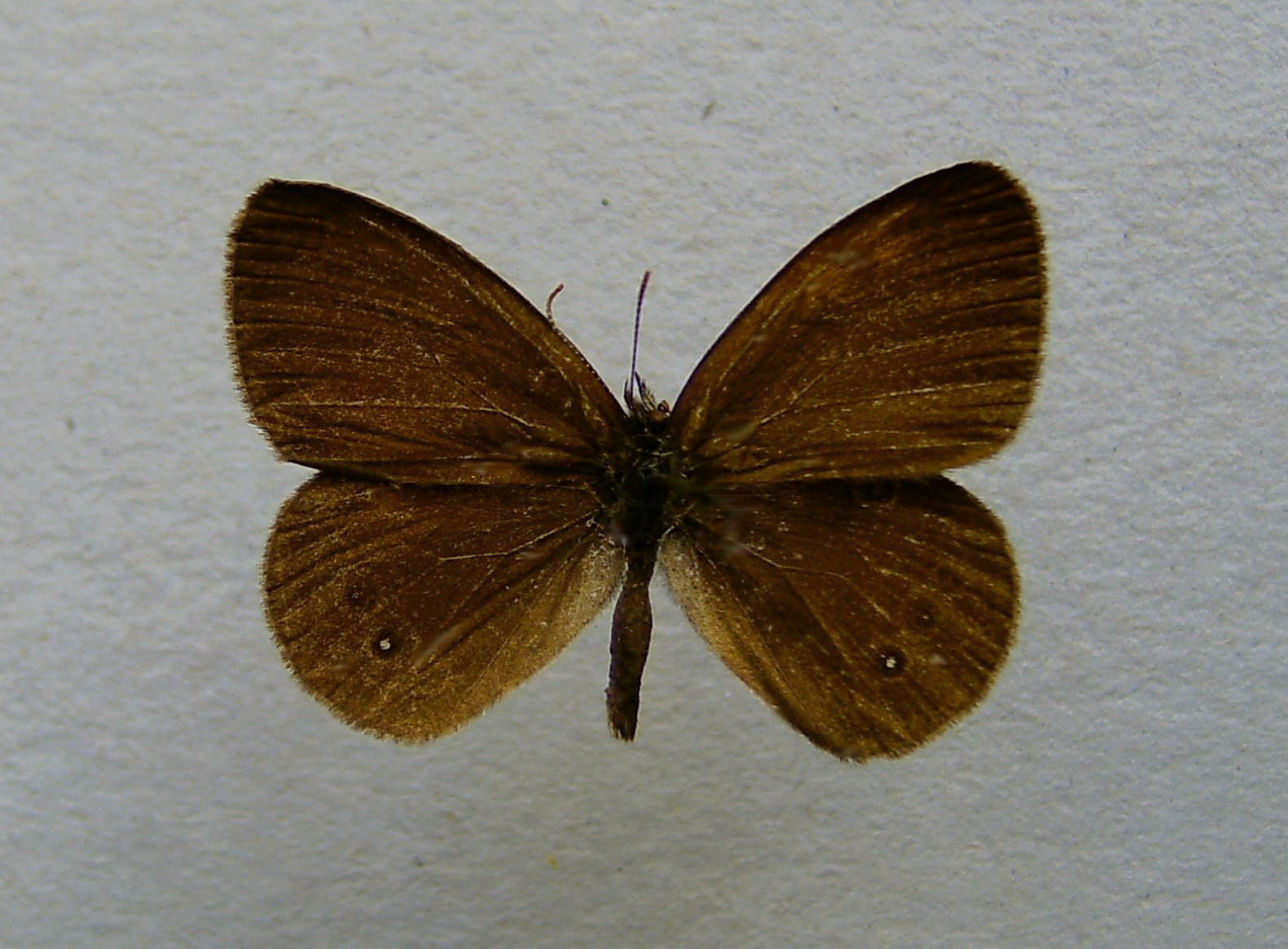
Präparat

Das Stromtal-Wiesenvögelchen (Coenonympha oedippus) oder Moor-Wiesenvögelchen ist ein Schmetterling (Tagfalter) aus der Familie der Edelfalter (Nymphalidae). Das Artepitheton leitet sich vom Namen eines thebanischen Königs aus der griechischen Mythologie ab.

## Merkmale

### Falter
Die Falter erreichen eine Flügelspannweite von 26 bis 34 Millimetern, wobei die Weibchen etwas größer sind. Ihre Vorder- und Hinterflügeloberseiten sind einfarbig und zeichnungslos mattbraun gefärbt. Gelegentlich sind ein oder zwei undeutliche Augenflecke am Außenrand der Hinterflügel zu erkennen. Die Flügelunterseiten sind hellbraun und zeigen viele gelb umrandete, schwarze Augenflecke, die außerdem weiß zentriert sind. Bei den Weibchen sind diese auch auf den Vorderflügelunterseiten vorhanden, und sie zeigen zusätzlich eine auffällige, silberweiße Flügelrandbinde.

### Ei, Raupe, Puppe
Das Ei ist relativ groß und von blaugrüner Farbe. Die schlanken Raupen sind grüngelb gefärbt und haben einen dunklen Rückenstreifen und lange rosafarbene Afterspitzen. Die Puppe ist hell olivgrün und hat gelbliche, weiß eingefasste Flügelscheiden und bräunliche Kopfspitzen.

### Ähnliche Arten
- Das kleinere Wald-Wiesenvögelchen (Coenonympha hero) lässt mehrere rötlich umrandete Augenflecke auf der Hinterflügeloberseite sowie eine etwas bunter gefärbte Flügelrückseite erkennen.
- Dem Braunen Waldvogel (Aphantopus hyperantus) fehlt die silberweiße Randbinde auf der Flügelunterseite. Er ist zudem wesentlich größer.

## Vorkommen
Die Tiere kommen in voneinander isolierten Kolonien lokal von Südwestfrankreich in östlicher Richtung bis Japan vor. In Österreich und der Schweiz sind sie nur an wenigen, eng begrenzten Stellen zu finden. In Deutschland wurde 1996 ein Restvorkommen in Bayern gefunden und seit 2018 scheint sich ein weiteres, wiederangesiedeltes Vorkommen zu etablieren. Sie sind bevorzugt auf Sumpf- und Moorwiesen anzutreffen, gelegentlich aber auch an trockenen Orten sowie auf wärmeren Stromtal-Pfeifengraswiesen.

## Lebensweise
Die Falter leben jährlich in einer Generation von Mitte Juni bis Mitte August. Sie fliegen in der Sonne niedrig und langsam über Wiesen und ruhen mit geschlossenen Flügeln. Die Weibchen legen die Eier auf den Halmen der Futterpflanzen ab. Die Jungraupen überwintern. Als Futterpflanzen dienen den  Raupen überwiegend Pfeifengräser (Molinia), Wollgräser (Eriophorum) oder Hirse-Segge (Carex panicea). Die Verpuppung erfolgt in einer Stürzpuppe.

## Gefährdung und Schutz
Die Art galt in Deutschland als ausgestorben. Allerdings wurde 1996 ein Restvorkommen in Bayern entdeckt und das strikt geschützte Habitat dieses seither vergrößert. Seit 2018 scheint sich ein zweites, wiederangesiedeltes Vorkommen zu etablieren. Der genaue Standort der Vorkommen wird aus Schutzgründen nicht veröffentlicht. Die Art gilt in Deutschland als vom Aussterben bedroht (Kategorie 1 der Roten Liste Deutschland 2011).  In der Roten Liste Österreichs gilt die Art als „vom Aussterben bedroht“ (CR). Sie ist in den Anhängen II und IV der FFH-Richtlinie verzeichnet.